# 영화 목록/ㄱ
| #  | ㄱ  | ㄴ | ㄷ | ㄹ | ㅁ | ㅂ |
| ㅅ | ㅇ  | ㅈ | ㅊ | ㅋ | ㅌ | ㅍ |
| ㅎ | A~Z |    |    |    |    |    |

다음은 'ㄱ'자로 시작하는 영화 목록이다.

## 가-걔
- 가구야 공주 이야기 (2013년)
- 가디언즈 (2012년)
- 가디언즈 오브 갤럭시 (2014년)
- 가디언즈 오브 갤럭시 VOL. 2 (2017년)
- 가디언즈 오브 갤럭시: Volume 3 (2023년)
- 가라, 아이야, 가라 (2007년)
- 가려진 시간 (2016년)
- 가루지기 (2008년)
- 가문의 영광 (2002년)
- 가문의 영광 2: 가문의 위기 (2005년)
- 가문의 영광 3: 가문의 부활 (2006년)
- 가문의 영광 4: 가문의 수난 (2011년)
- 가문의 영광 5: 가문의 귀환 (2012년)
- 가문의 영광:리턴즈 (2023년)
- 가발 (2005년)
- 가버나움 (2019년)
- 가시 (2013년)
- 가위손 (1990년)
- 가족의 탄생 (2006년)
- 가타카 (1997년)
- 간기남 (2012년)
- 간신 (2015년)
- 간첩 (2012년)
- 간첩 리철진 (1999년)
- 감기 (2013년)
- 갓 오브 이집트 (2016년)
- 갓파 쿠와 여름방학을 (2008년)
- 강철비 (2017년)
- 강철비 2: 정상회담 (2020년)
- 강철중 (2008년)
- 개들의 섬 (2018년)
- 개들의 전쟁 (2012년)
- 개를 훔치는 완벽한 방법 (2014년)

## 거-계
- 거북이는 의외로 빨리 헤엄친다 (2005년)
- 거미집 (2023년)
- 건축학개론 (2012년)
- 걸리버 여행기 (2010년)
- 검사외전 (2015년)
- 검은 사제들 (2015년)
- 게드전기 (2006년)
- 게이샤의 추억 (2005년)
- 게이트 (2018년)
- 겟 아웃 (2017년)
- 겨울왕국 (2014년)
- 결혼 이야기 (2019년)
- 계춘할망 (2016년)

## 고-교
- 고사: 피의 중간고사 (2008년)
- 고사 두 번째 이야기: 교생실습 (2010년)
- 고산자, 대동여지도 (2016년)
- 고스트버스터즈 (1984년)
- 고양이를 부탁해 (2001년)
- 고양이를 빌려드립니다 (2012년)
- 고양이의 보은 (2002년)
- 고지전 (2011년)
- 곡성 (2016년)
- 곤지암 (2018년)
- 골든 슬럼버 (2018년)
- 곰돌이 푸: 피와 꿀 (2023년)
- 공각기동대 (1995년)
- 공각기동대: 고스트 인 더 쉘 (2017년)
- 공공의 적 (2002년)
- 공공의 적 2 (2005년)
- 공기인형 (2008년)
- 공동경비구역 JSA (2000년)
- 공모자들 (2012년)
- 공범자들 (2017년)
- 공작 (2018년)
- 공조 (2017년)
- 교섭 (2023년)
- 과속스캔들 (2008년)
- 관상 (2013년)
- 광복절 특사 (2002년)
- 광해, 왕이 된 남자 (2016년)
- 괴물 (2006년)
- 괴물 (2023년)
- 괴물의 아이 (2015년)
- 귀를 기울이면 (1995년)
- 귀공자 (2023년)

## 구-규
- 구름 속의 산책 (A Walk In The Clouds, 1995년)
- 구미호 (1994년)
- 구스범스 (2015년)
- 국가대표 (2009년)
- 국가대표 2 (2016년)
- 국가의 탄생 (1914년)
- 국가의 탄생 (2016년)
- 국제수사 (2020년)
- 국제시장 (2014년)
- 군도, 민란의 시대 (2014년)
- 군함도 (2017년)
- 굿나잇 앤 굿럭 (2005년)
- 굿모닝 프레지던트 (2009년)
- 굿바이 레닌 (2003년)
- 궁합 (2018년)

## 그-기
- 그놈 목소리 (2007년)
- 그대들은 어떻게 살 것인가 (2023년)
- 그때 그사람들 (2005년)
- 그란 투리스모 (2023년)
- 그랑블루 (1993년)
- 그래도 당신 (2012년)
- 그래도 내가 하지 않았어 (2008년)
- 그래비티 (2013년)
- 그랜드 부다페스트 호텔 (2014년)
- 그린 북 (2018년)
- 그린치 (2018년)
- 그 시절, 우리가 좋아했던 소녀 (2011년)
- 극비수사 (2015년)
- 극한직업 (2019년)
- 글래디에이터 (2000년)
- 글러브 (2011년)
- 기묘한 이야기 (2000년)
- 기생충 (2019년)
- 기쿠지로의 여름 (1999년)
- 길복순 (2023년)
- 김복남 살인 사건의 전말 (2010년)
- 김씨표류기 (2009년)

## 까-끼
- 꼬마 니콜라 (2009년)
- 꼬마 니콜라의 여름방학 (2014년)
- 끝까지 간다 (2014년)